# 藤平信一
藤平 信一（とうへい しんいち、1973年 - ）は日本の合気道家。東京工業大学（現：東京科学大学）生命理工学部卒業。一般社団法人 心身統一合氣道会 会長であり、父は合氣道十段で心身統一合氣道創始者の藤平光一である。

## 略歴
幼い頃から藤平光一より継承者としての教育を受ける。世界24カ国、約3万人が学ぶ心身統一合氣道会の会長として、国内外で心身統一合氣道の指導と普及をしている。慶應義塾大学の非常勤講師として、一般教養の授業で心身統一合氣道の指導を行っている。心身統一合氣道を人材育成に活用し、経営者・リーダー対象の講演会、アスリート・アーティスト対象のワークショップ、企業研修、学校の体験学習等を行っている。日本代表チーム、米国メジャーリーグのチーム等で、心身統一合氣道に基づいた「氣」の指導を行っている。

## 主な著書
- 『心を静める　大事な場面で実力を120％発揮する方法』 2009年 幻冬舎 ISBN 978-4344016286
- 『動じない。』 2012年 幻冬舎 ISBN 978-4344022065
- 『心と身体のパフォーマンスを最大化する「氣」の力 - メジャーリーグが取り入れた日本発・セルフマネジメントの極意 -』 2016年 ワニブックスPLUS新書 ISBN 978-4847061011
- 『「正しい姿勢」を身につけ、チェック!! 3秒「つま先立ち」で、疲れない体になる!』（監修） 2017年 主婦と生活社 ISBN 978-4391640472
- 『一流の人が学ぶ 氣の力』 2017年 講談社 ISBN 978-4062208628
- 『ぼくの毎日をかえた合氣道 だれでも100%の力を出せる極意』（監修） 2018年 岩崎書店 ISBN 978-4265840151
- 『「氣」が人を育てる - 子どもや部下の能力を最大限に引き出す教育とは-』 2018年 ワニブックスPLUS新書 ISBN 978-4847061318
- 『「氣」の道場 - 一流経営者やリーダーはなぜ「氣」を学ぶのか -』 2019年 ワニブックスPLUS新書 ISBN 978-4847061479
- 『コミュニケーションの原点は「氣」にあり! - 心や身体、人間関係や組織の“滞り”を解消する -』 2019年 ワニブックスPLUS新書 ISBN 978-4847061561
- 『心と体が自在に使える「気の呼吸」 - 「ここ一番」で最高の力が出る秘密 -』 2021年 サンマーク出版 ISBN 978-4763139221
- 『広岡達朗 人生の答え』 2022年 ワニブックス ISBN 978-4847071447
- 『「調子いい! 」が続く姿勢と呼吸の整え方』 2022年 大和書房 ISBN 978-4479785552
- 『活の入れ方』2024年 幻冬舎新書 ISBN 978-4344987210

## 主なテレビ出演
- 助けて！きわめびと「合気道に学ぶ争わない"チカラ"」（2016年9月10日、NHK総合）
- あさイチ「ムダな努力よ、サヨナラ！」（2017年1月30日、NHK総合）
- あしたも晴れ！人生レシピ ｢疲れも痛みもオサラバ！？ヒミツの体の使い方｣(2019年10月4日、NHK Eテレ)
- あさイチ「ムダな努力よサヨウナラ!“合気道的生活”のススメ」(2021年4月7日、NHK総合)[6]
- Medical Frontiers「Tips for healthy living」（2025年6月30日、NHK ワールド）